# Марі Ваттель
Марі Ваттель (фр. Marie Wattel, 2 червня 1997) — французька плавчиня.
Учасниця Олімпійських Ігор 2016 та 2020 років.
Призерка Чемпіонату світу з водних видів спорту 2019 та 2022 років.
Чемпіонка Європи з водних видів спорту 2018, 2020 років.
Призерка Чемпіонату Європи з плавання на короткій воді 2017 року.

## Виступи на Олімпійських іграх
| Олімпіада           | Дисципліна                       | Час   | Місце |
| ------------------- | -------------------------------- | ----- | ----- |
| Ріо-де-Жанейро 2016 | 100 метрів батерфляєм            | 58.90 | 24    |
| Ріо-де-Жанейро 2016 | естафета 4x100 метрів комплексом | DSQ   | DSQ   |
| Токіо 2020          | 50 метрів вільним стилем         | 24.76 | 14    |
| Токіо 2020          | 100 метрів вільним стилем        | 53.12 | 9     |
| Токіо 2020          | 100 метрів батерфляєм            | 56.27 | 6     |